# لاسلو سابا
لاسلو سابا (بالمجرية: Csaba László)‏ هو مهندس معماري مجري، ولد في 9 أكتوبر 1924 في بودابست في المجر، وتوفي بنفس المكان في 18 يناير 1995.